# Brasparts
Brasparts är en kommun i departementet Finistère i regionen Bretagne i västra Frankrike. Kommunen ligger i kantonen Pleyben som tillhör arrondissementet Châteaulin. År 2022 hade Brasparts 1 055 invånare.

## Befolkningsutveckling
Antalet invånare i kommunen Brasparts
Referens:INSEE